# 이박사
이박사(李博士, 1954년 10월 5일~)는 대한민국의 가수로, 본명은 이용석이다. 경기도 남양주시 출신으로, 관광버스 가이드 생활을 하는 동안 관광객들에게 흥을 돋우기 위해 본격 음악을 시작하였다. 1989년, 그의 노래를 들은 레코드 기획자이자 지방 유명 클럽 사장으로부터 자신의 스타일대로 노래해도 좋다는 제안을 받고, 첫 번째 음반을 내면서 가수로 데뷔하였다. 그는 독특한 음색과 노래 중간에 쉴 새 없이 터져 나오는 추임새 애드리브로 업계에서는 제법 인기 있는 가수였으며, 테크노 뽕짝의 제일인자로서 알려졌다. 
일본에서의 캐치프레이즈는 "뽕짝의 제왕"이다. 1990년대 중반 일본에서 뽕짝 붐을 일으켰으며, 2000년대 초반에는 한국에서 젊은이를 중심으로 해서 인기를 얻은 적이 있었다. 이름이 뒤에 박사가 붙는데 실제 박사라서 이박사가 아니라 박사처럼 품위있게 살고 싶어서(...)였다.

## 학력
- 중학교 졸업학력 검정고시 (중퇴)

## 약력
그는 1978년부터 1989년까지 11년의 관광버스 안내원 생활을 하는 동안 특유의 노래솜씨로 이박사란 별명을 얻었다. 일본에서 살충제 브랜드 긴초(KINCHO) 광고에 출연해 강원도 아리랑의 가사를 바꾼 CM송을 불렀다. 또한 후지TV의 "HEY! HEY! HEY!"에 출연한 적도 있다. 더불어 덴키 그루브의 개막 출연으로서, 일본 무도관에서 공연을 한 적이 있다.
원래, 뽕짝은 중장년에 적합한 댄스 뮤직, 또는 택시 운전사와 버스 운전사의 졸음을 쫓는 수단으로 생각해왔다. 그러나 이박사는 이미 일본에서 인기를 얻고, 한국에 역수입되는 형태로 2000년에 첫 앨범(그 이전은 카세트 테이프 발매) "SPACE FANTASY"를 시판하고, 젊은이를 중심으로 해서 내내 인기를 끌었다.
이 히트를 계기로, 2001년에 자서전 "이박사 - 한번 만나볼까요?"를 출판하고, 즉시 베스트 셀러가 되었다. 자서전의 내용에 따르면 '집이 지나치게 가난하여 중학교에 갈 돈이 없었다'고 한다. 또, "이혼해도 위자료를 지불할 돈이 없었고, 전처와 후처가 잠시 동거하기도 했다"는 유니크한 에피소드도 있다. 
2009년에는 신곡〈야야야〉를 들고 나와 변함없는 음악 활동을 했으며 모 뉴스 프로그램에서 자신의 노래를 따라 부르라고 해 남녀 앵커가 불러 봤지만 하나 같이 핀잔과 무안을 주어 여러 누리꾼을 대경실색으로 만든 일화도 있다.
2012년 발표곡〈아수라발발타〉는 중독성 있는 곡으로, 정신없이 흘러가는 테크노 뽕짝 풍의 노래가 친근감을 불러 일으킨다는 특징을 지니고 있다.

## 음반 목록

### 한국
- 신바람 이박사 1집(1989 TGR Reissue-HSR)
- 신바람 이박사 2집(1989 TGR Reissue-HSR)
- 신바람 이박사 3집(1989 TGR Reissue-HSR)
- 유행가 뽕짝(1990년)
- 이박사 굿거리 장단(1990년)
- 아싸 좋아 1집(1990)
- 아싸 좋아 2집(1990)
- 아싸 좋아 3집(1990)
- 노래 부르는 이박사(1990)
- 그것도 모르냐(1991년)
- 앗싸 이박사 1, 2집(1996)
- 앗싸 유랑 서커스(1996)
- 노래하는 이박사(1996)
- 서울깜박이(1996년)
- 이박사 김박사 테크노 쌍쌍박사(1996년)
- 신바람 인터넷 이박사 1(2000년)
- 신바람 인터넷 이박사 2(2000년)
- 신바람 인터넷 콘서트 이박사 3(2000년)
- 신바람 인터넷 콘서트 이박사 4(2000년)
- 멋대로 맘대로(2000년)
- (정규 1집) E-PAK-SA SPACE FANTASY(2000년 7월 27일)
- Winter Tech-Pon(2000년 11월 22일)
- 신바람 이박사 트롯트 메들리 1, 2(2001년)
- (정규 2집) Pak-Sa Revolution & Emotion(2001년 3월 29일)
- (정규 3집) Epaksa 003(2003년 11월 10일)
- Epaksa 캐롤 2003(2003년 12월 5일)
- 메들리의 황제 이박사(2004년 9월 30일)
- 사랑은 일방통행(2005년 1월)
- 하이웨이 랩 댄싱(2006년 5월 23일)
- 야야야(2009년 2월 3일)
- 야야야3(2011년 2월 1일)
- 레알 뽕짝커(2012년 8월 23일)
- 신바람 이박사 앗싸 대박났다(2014년 4월 1일)

### 일본

#### 싱글
- YOUNGMAN(1996년 3월 21일)
- I LOVE FIFA WORLD CUP(1996년 9월 1일)

#### 앨범
- 뽕짝 대백과사전(1996년 4월 1일)
- 이박사 vs 덴키 그루브의 "열려라! 뽕짝!"(1996년 5월 2일, 이시노 닷큐, 스나하라 요시노리에 의한 리믹스도 수록)
- 이박사의 뽕짝으로 키가 5 cm 자랐다!(1996년 12월 12일)
- 나는 우주의 환타지(1997년 10월 1일, 메이와덴키와의 협업 앨범)[2]
- 이박사의 2002년 우주 여행(2002년 5월 22일)

#### DVD
- 이박사의 80일간 세계 일주(2004년 12일 22일)

## 방송 출연

### 한국
- 1989년 인간시대(MBC)
- 2008년 기분 좋은 날(MBC)
- 2010년 뉴스M(MBN)
- 2014년 트로트X(MNET)
- 2016년 멜로다큐 가족(OBS) 390회
- 2019년 행복한 아침(채널A) 8월 7일 게스트

## 수상 목록
- 2020년 제28회 대한민국 문화연예대상 성인가요부문 우수상

## 같이 보기
- 네모토 다카시
- 초난강